# گردو (فیلم)
گردو فیلمی ایرانی به نویسندگی و کارگردانی حسین دلیر محصول ۱۳۶۶ است.

## خلاصه داستان
نوجوان روستایی به نام محمد در تلاش است تا دو دانگ از درخت گردویی را خریداری کند که یادگار مادربزرگش است و به دلایلی فروخته شده‌است.

## بازیگران
- سرور رجایی
- مریم خسروی
- مجید نصیری
- مهدی صباغی
- سعید رضاییان
- علی آقاجانیان
- احمد مندوب هاشمی
- ابوالقاسم صفار
- رقیه عظیمی
- محمد مهدی
- حسین عظیمی
- حسین آقابابایی
- اکبر صمیمی
- تاجیک